# Вайсберг, Олег Леонидович
Олег Леонидович Вайсберг (род. 5 января 1935, г. Днепродзержинск, СССР) — советский и российский астрофизик, исследователь Венеры, доктор физико-математических наук, профессор, главный научный сотрудник Института космических исследований РАН. Действительный член Международной академии астронавтики с 1986 года.

## Биография
Родился 5 января 1935 года в городе Днепродзержинск Днепропетровской обл. Во время Великой Отечественной войны жил с родителями в Сталинске (теперь Новокузнецк), где его отец, Вайсберг Леонид Эммануилович, был главным инженером Кузнецкого металлургического комбината.
1957 — окончил с отличием астрономическое отделение механико-математического факультета МГУ.
1957—1967 — работал в отделе физики верхней атмосферы Института физики Атмосферы АН СССР.
С 1967 — работает в Институте космических исследований Академии наук СССР (РАН). В настоящее время главный научный сотрудник.
Избран действительным членом Международной Академии Астронавтики в 1986 году.
Увлекается виндсерфингом и сноубордом.

## Научная деятельность
Обнаружил, что атмосфера Марса потеряла большую часть при взаимодействии с солнечным ветром. Защитил диссертацию «Процессы в плазменных оболочках Марса и Венеры в сравнении с геомагнитосферой».
Первым показал, что полный спектр волнового процесса {w, kx, ky, kz} можно вычислить по данным одновременного измерения магнитного поля и электрического тока на одном КА (1985).
Впервые участвовал в зарубежной конференции в 1965 г. : во 2-й Международной конференции по метеорам и по аэрономии (1965, Кембридж, США).
Провел с начала 1970-х годов многочисленные эксперименты по исследованию Марса, Венеры, кометы Галлея, солнечного ветра и магнитосферы Земли с помощью созданных им приборов.
Входит в Топ-100 цитируемых российских ученых по космическим исследованиям (76 место).
Баллотировался в члены-корреспонденты АН СССР (1990) и РАН (1994, 1997, 2016).

## Семья
- Отец — Вайсберг, Леонид Эммануилович, директор Нижнетагильского металлургического завода.
- Мать — Вайсберг-Белоярцева Габриэль Николаевна — известный художник.
- Сын — Вайсберг Максим Олегович
- Сын — Вайсберг Никита Олегович
- Дочь — Вайсберг Габриэль Олеговна
- Внук — Кузнецов Антон Максимович
- Правнук — Кузнецов Платон Антонович

## Сочинения
- «Габриэль Белоярцева- Вайсберг»
- О. Л. Вайсберг, А. В. Богданов, В. Н. Смирнов и С. А. Романов. Первые результаты измерений потоков ионов прибором «РИЭП-2801 М» на АМС «МАРС-4» и «МАРС-5». Космические исследования, т. XIII, Вып. 1, 1975
- Готт Ю. В., Курнаев В. А., Вайсберг О. Л. Корпускулярная диагностика лабораторной и космической плазмы: Учебное пособие / Под ред. В. А. Курнаева. — М: МИФИ, 2008. — 144 c.
- Привязные системы для исследования магнитосферы Земли и Марса. О. Л. Вайсберг, А. Ю. Коган, Е. М. Левин -Б.м.. — 1988.
- Вайсберг, Олег Леонидович. Процессы в плазменных оболочках Марса и Венеры в сравнении с геомагнитосферой : диссертация … доктора физико-математических наук : 01.04.01. — Москва, 1982. — 470 c. : ил.
- Вайсберг О. Л., Романов С. А., Смирнов В. Н., Карпинский И. П. и др. Структура области взаимодействия солнечного ветра с Венерой по измерениям характеристик потока ионов на АМС «Венера-9» и «Венера10» // Космич. исслед. 1976. XIV, вып. 6. С. 827—837
- Vaisberg O., Smirnov V., Omelchenko A., Gorn L. et al. Spatial and Mass Distribution of Low-Mass Dust Particles(m<10-14 g) in Comet P/Halley’s Coma //Astron. Astrophys. 1987. Vol. 187. Р. 753—760.
- Vaisberg O., Zastenker G., Smirnov V., Khazanov B. et al. Spatial Distribution of Heavy Ions in Comet P/Halley’s Coma // Astron. Astrophys. 1987. Vol. 187. Р. 183—190.
- Более 200 публикаций в научной печати